# Evgheni Paladiev
Evgheni Ivanovici Paladiev (rusă Евгений Иванович Паладьев; n. 12 mai 1948, Öskemen, Kazahstan – d. 9 ianuarie 2010, Moscova, Rusia) a fost un jucător de hochei pe gheață sovietic.

## Carieră
Evghenii Paladiev, și-a început cariera în anul 1965 la echipa sovietică de hochei din liga a doua, Torpedo Ust-Kamenogorsk. În februarie 1968 s-a transferat la echipa din liga întâia HK Spartak Moscova, unde a jucat până în anul 1975. Sezonul 1975-1976 l-a susținut la echipa WWS MWO Moscova, unde a și încheiat cariera sportivă la vârsta de 28 de ani. Paladiev a jucat 212 de meciuri, marcând 25 de goluri în clasa de elită a URSS-ului.
El a jucat de 68 ori în echipa națională de hochei sovietică cu care a câștigat în anii 1969, 1970 și 1973 campionatul mondial, el personal marcând 9 goluri.

## Palmares
- Campion mondial: 1969, 1970, 1973
- Campion al URSS-ului: 1969
- Vicecampion al URSS-ului: 1968, 1970
- Câștigător al cupei URSS-ului: 1970, 1971